# Sapajus
Khỉ mũ mình dày (Robust capuchin monkey) là các loài khỉ mũ (hay khỉ thầy tu hay còn gọi là khỉ Capuchin) được xếp vào chi Sapajus. Trước đây tất cả các con khỉ Capuchin được xếp trong chi Cebus; nhưng việc phân loại chi mới có tên Sapajus đã được xác lập vào năm 2012 bởi Jessica Lynch Alfaro và cộng sự. Do đó, để phân biệt khỉ Capuchin mình dày (lông len) mà trước đây là nhóm Cebus apella với khỉ Capuchin thon trước đây là nhóm Cebus capucinus, vẫn còn ở chi Cebus thì các nhà khoa học đã tách thành chi riêng như đã biết hiện nay với tên là Sapajus.

## Phân loại
Việc phân loài của chi này vẫn còn gây nhiều tranh cãi với việc phân loại mới được đề xuất  Năm 2011, Jessica Lynch Alfaro và các cộng sự đã đề xuất loài khỉ thầy tu lớn (trước đây là loài Cebus apella) được đặt trong một chi riêng biệt với tên gọi là Sapajus còn khỉ thầy tu thon (trước đây là nhóm Cebus capucinus) giữ nguyên trong chi Cebus. Và cách phân loại này được sử dụng phổ biến.
Theo các nghiên cứu di truyền do Lynch Alfaro nghiên cứu vào năm 2011, khỉ thầy tu mình thon có nguồn gốc tách ra khoảng 6,2 triệu năm trước đây. Lynch Alfaro nghi ngờ rằng việc này chính là bởi sông Amazon, mà tách khỏi những con khỉ trong rừng Amazon để phát triển thành loài khỉ thầy tu mình thon phát triển ở phía Bắc của rừng, từ những loài khỉ trong rừng Đại Tây Dương ở phía nam của dòng sông để phát triển thành những con khỉ thầy tu lớn hơn, dày mình hơn. Khỉ thầy tu mình thon có chân dài hơn so với loài khỉ thầy tu lớn, ngoài ra là hộp sọ tròn, trong khi con khỉ thầy tu lớn lại có hàm thích nghi tốt hơn cho việc ăn các loại hạt cứng. Đặc điểm nổi bật là chỏm lông ở đầu và bộ râu của những con đực.

## Các loài
Dựa trên phân loại của Groves vào năm 2001 và năm 2005, thì khỉ mũ mình dày được phân loại như sau:
- Sapajus apella- khỉ mũ nâu, trước đây là Cebus apella và còn được gọi là Khỉ thầy tu chần, khỉ thầy tu chỏm nâu, chỏm đen
  - Sapajus apella apella: Khỉ thầy tu chỏm nâu
  - Sapajus apella fatuellus
  - Sapajus apella margaritae: Khỉ thầy tu đảo Margarita
  - Sapajus apella macrocephalus: Khỉ thầy tu đầu lớn
  - Sapajus apella peruanus
  - Sapajus apella tocantinus
- Sapajus flavius-Khỉ mũ lông vàng
- Sapajus libidinosus-Khỉ mũ sọc đen-trước đây là Cebus libidinosus
  - Sapajus libidinosus libidinosus
  - Sapajus libidinosus pallidus
  - Cebus libidinosus paraguayanus
  - Sapajus libidinosus juruanus
- Sapajus cay-Khỉ mũ Azara
- Sapajus nigritus- Khỉ mũ đen hay khỉ mũ sừng đen hay khỉ thầy tu đen
  - Sapajus nigritus nigritus
  - Sapajus nigritus cucullatus
- Sapajus robustus-Khỉ mũ đầu mào (loài nguyên chủng đại diện cho chi này) hay khỉ thầy tu đầu mào-trước đây là Sapajus nigritus robustus
- Sapajus xanthosternos-Khỉ mũ bụng vàng hay khỉ thầy tu bụng vàng

## Khả năng
Một số loài khỉ mũ mình dày được biết đến với khả năng là sử dụng các công cụ bằng đá trong tự nhiên. Chúng được sử dụng để thường xuyên để tách các loại hạt cứng và các loại trái cây có vỏ khác và thậm chí cả hàu. Những con khỉ đực sử dụng các công cụ để tách hạt thường xuyên hơn những con cái và khối lượng cơ thể là yếu tố dự báo tốt nhất về hiệu quả, nhưng giới tính không khác nhau về hiệu quả. Một số quần thể cũng đã được biết là sử dụng các công cụ bằng đá để đào đất. Khỉ mũ mình dày đôi khi cũng được biết đến để chà xát dịch tiết từ động vật chân đốt trên cơ thể trước khi ăn chúng, những chất tiết như vậy được cho là hoạt động như thuốc trừ sâu tự nhiên để diệt các loài chấy rận ký sinh.